# 1553 az irodalomban
Az 1553. év az irodalomban.

## Új művek
- Bemutatják Étienne Jodelle, a Pléiade-csoporthoz tartozó költő, drámaíró két darabját, melyekkel visszakanyarodik az antik mintákhoz, és ezzel „a régiektől ihletett új műfaj”-t teremt:[1]
  - Cléopâtre captive (A fogoly Kleopátra), tragédia.
  - Eugène, szatirikus vígjáték.

## Születések
- 1553 – Vitsentzos vagy Vikentios Kornaros (olaszul: Vincenzo Cornaro) krétai költő, a görög nyelv krétai nyelvjárásában írt elbeszélő költemény (Erotókritos) szerzője († 1613 vagy 1614)
- 1553 vagy 1554 – John Lyly angol regény- és drámaíró, az angol manierizmus kiemelkedő képviselője († 1606)

## Halálozások

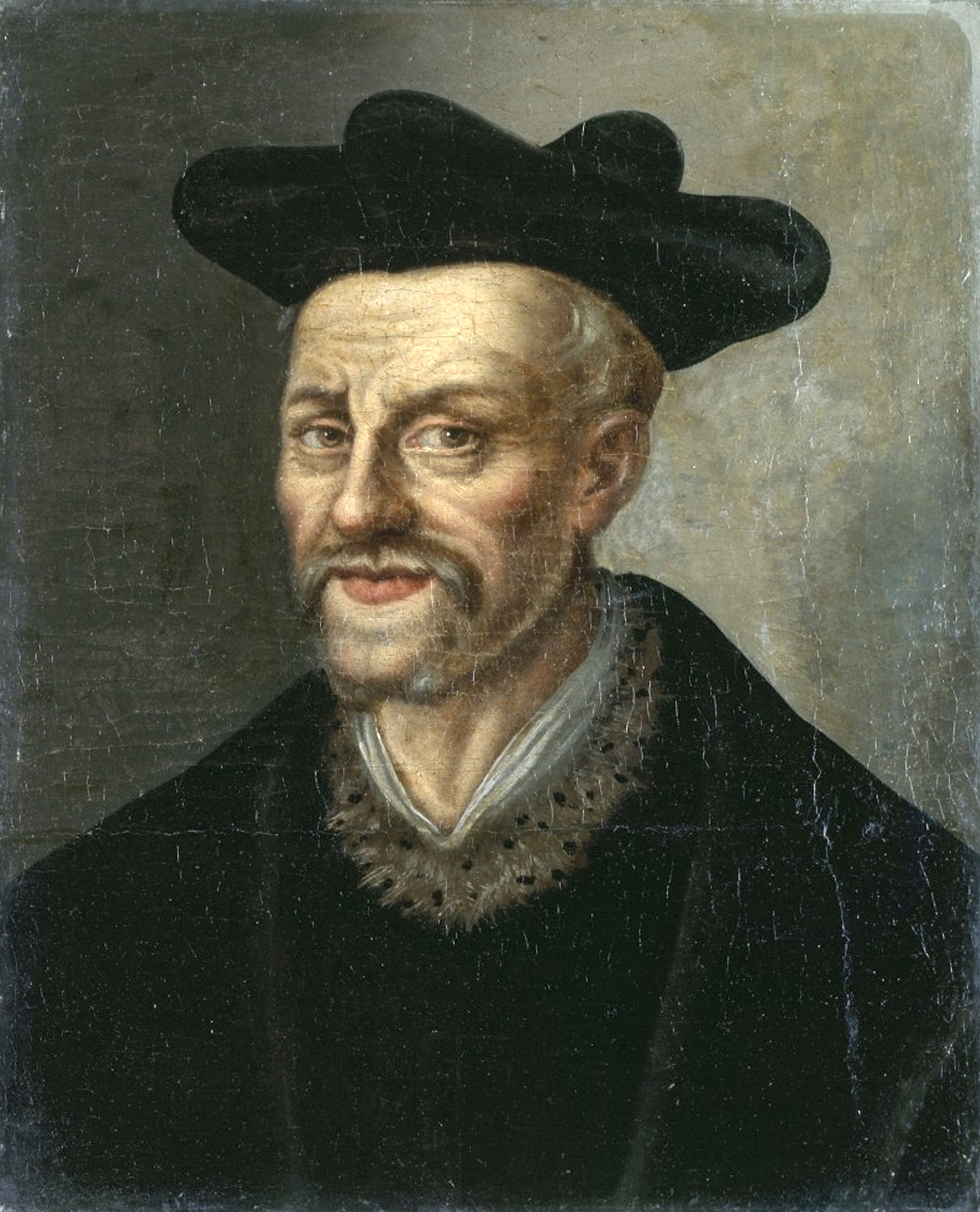
François Rabelais

- április 9. – Istvánffy Pál költő, a Volter királyról szóló olasz eredetű széphistória (Historia regis Volter, 1539) írója (születési éve nem ismert)
- április 9. – François Rabelais francia író, a Gargantua és Pantagruel szerzője (* 1494 k.)
- október 27. – Szervét Mihály, vagyis Michael Servetus spanyol orvos, katolikus teológus, az antitrinitárius nézeteket kifejtő Christianismi Restitutio írója (* 1511)
- december 14. – Hanibal Lucić reneszánsz kori horvát költő, drámaíró (* 1485 körül)